# Castillo de la Mota-Palacio Ducal (Marchena)
El Castillo de la Mota-Palacio Ducal, también llamado alcazaba de Marchena, fue una fortificación situada en el casco urbano de la localidad sevillana de Marchena, España. Sus restos cuentan con la protección de la Declaración genérica del Decreto de 22 de abril de 1949, y la Ley 16/1985 sobre el Patrimonio Histórico Español.

## Descripción
Se situó sobre la cota más elevada de la ciudad, la Mota. Su perímetro irregular y la desigualdad de sus torreones, corrobora las continuas remodelaciones a que fue sometido. Del alcázar primitivo apenas se conoce el perímetro de sus muros, algunos datos sobre la situación del área noble, su infraestructura y sus accesos.
La zona noble debió estar situada en la zona E y N del alcázar, a la derecha del eje de acceso actual. Los muros que lo cercaban en la zona de la plaza determinan una crujía en paralelo y otra construcción simétrica, dejando en el medio un hipotético patio principal, cuya puerta sería precisamente el primitivo arco de salida del Tiro de Santa María. El alcázar debió contar con una infraestructura hidráulica importante como lo demuestra la presencia de dos grandes aljibes.
El primitivo alcázar islámico fue convertido en castillo y palacio, sede de la casa de Arcos, una de las casas nobiliarias más importantes de Castilla durante la Baja Edad Media y parte de la Edad Moderna. La nueva función impuso una serie de transformaciones y reconstrucciones que transformaron el edificio, donde elementos de diferente cronología y función se mezclaban y superponían.
La práctica destrucción del recinto palatino dificulta el análisis de los escasos elementos conservados, aunque es posible distinguir los momentos constructivos más importantes.
Quizás la obra más significativa realizada durante el periodo bajomedieval sea la construcción de una portada monumental y un patio apeadero que determinaron un cambio radical en el sistema de acceso al castillo. La portada del castillo, hoy en los jardines del Alcázar de Sevilla, fue proyectada en homenaje al Duque de Cádiz, héroe de la Guerra de Granada, como si de un arco triunfal se tratase, ya que al estar precedida por la Puerta del Tiro no precisaba de especiales soluciones defensivas y pudo construirse con una función meramente representativa. 
Al abrirse por un costado al patio del apeadero engendra un eje acodado con respecto a las zonas nobles del edificio. Sin atravesarla es posible el acceso directo a la zona de servicio y la casa de labor, esquema habitual en los palacios mudéjares y que se conservará incluso en el barroco andaluz. Está labrada en cantería gótica, contrastando con el resto del edificio de fábrica mudéjar de ladrillo, muestra una estructura de dos cuerpos y tres calles, separadas por gruesos contrafuertes y una gruesa moldura que la enmarca con una especie de alfiz. Los elementos decorativos responden al gusto del momento. El tímpano se cierra con un arco conopial decorativo y una ventana enmarcada por baquetones compuestos remata la composición del segundo cuerpo.
Del apeadero, centro vital de la zona de servicio del castillo y en íntima conexión con la portada, quedan todavía dos crujías de arcos realzados construidos en ladrillo, enmarcados por un sencillo alfiz y que apean sobre fustes y capiteles de acarreo, entre los que destaca un ejemplar romano muy deteriorado. Estos elementos es posible que procedieran del alcázar islámico.